# Саянські мови
Сая́нські мови́ (уйгу́ро-огу́зькі, тоба́ські мови́) — східні тюркські мови, поширені в сибірських регіонах Росії (Тива, Бурятія, Іркутська область), Монголії та Китаю, що належать до Саянського нагір'я з прилеглими до нього районами.
З лінгвістичної точки зору вони є діалектами або навіть говірками однієї мови.

## Походження
Усі саянські мови, як припускають, походять від орхоно-уйгурської мови, потомками якої є також халадзька і сари-югурська мови. За іншою версією, саянські мови є потомками чикського діалекту давньоогузької (орхоно-єнісейської), близько спорідненої до орхоно-уйгурської, але не ідентичної з нею.

## Класифікація
Виділяють такі мови:
- тувинська мова;
- тофаларська мова;
- кьок-мончацька мова;
- сойотська мова;
- цаатанська мова;
- ценгельська мова.

Сойотська і цатанська мови часто об'єднуються в сойотсько-цаатанську як діалекти. Ще зі складу цаатанської мови окремо виділяють урянхайський діалект.
Тувинська мова поділяється на західні, центральні та східні діалекти. 
Всередині саянських мов існує поділ на мови тайгового та степового ареалів. До того ж західні й центральні діалекти тувинської мови належать до степового ареалу, а східні — до тайгового. До степового ареалу належать також кьок-мончацька і ценгельська мови, до тайгового — тофаларська, сойотська і цаатанська.
Припускають, що поділ саянських мов датується XVI—XVII ст.

## Підстави для виділення в самостійну групу
Саянські мови мають такі характерні ознаки:
- збереження пратюркського інтервокального -d- і реалізація його в кінці слів у вигляді -t (адак, кут), слово езер 'сідло' — хакаське запозичення або відбиток певного консонантного кластера;
- збереження протиставлення сильних і слабких смичних на початку слова (при цьому на абсолютному початку слова і слабкі, і сильні вимовляються глухо);
- можливість спірантизації пратюркського *k- перед голосними переднього ряду;
- збереження в кінці слів пратюркського -g або заміна його на -j;
- багатоступенева система протиставлення сильних і слабких приголосних, особливо в діалектах тайгового ареалу, найпослідовніший у порівнянні з іншими тюркськими мовами перехід глухих у дзвінкі (арзилан);
- можливість реалізації пратюркського -i- як -y- (дыл);
- тенденція до злиття a та y, e та i;
- протиставлення фарингалізованих и нефарингалізованих голосних як відбиток давнього протиставлення між довгими й короткими голосними.